# Luther C. Carter
Luther Cullen Carter (ur. 25 lutego 1805 w Bethel, zm. 3 stycznia 1875 w Nowym Jorku) – amerykański polityk, członek Partii Republikańskiej.

## Działalność polityczna
W okresie od 4 marca 1859 do 3 marca 1861 przez jedną kadencję był przedstawicielem 1. okręgu wyborczego w stanie Nowy Jork w Izbie Reprezentantów Stanów Zjednoczonych.
Jego bratem był Timothy J. Carter.